# Babelfisch
Der Babelfisch (englisch Babel Fish) ist ein fiktives Lebewesen aus dem Roman Per Anhalter durch die Galaxis von Douglas Adams, das zu einem Symbol für maschinenbasierte Übersetzungssysteme geworden ist. Der Internet-Übersetzungsdienst Babel Fish war nach dem Vorbild aus Adams’ Roman benannt. Den Namen Babelfisch lehnte Douglas Adams an die biblische Geschichte des Turmbaus zu Babel und der darauf folgenden babylonischen Sprachverwirrung aus dem Buch Genesis an.

## Eigenschaften
Der Babelfisch wird in dem Roman als kleines Wesen beschrieben, das sich ins Ohr einführen lässt und dem Träger ein Verständnis aller gesprochenen Sprachen ermöglicht. Dieses Konzept erklärt Adams, indem er den Babelfisch als Symbionten schildert, der sich von externen Gehirnwellen ernährt und deren Bedeutung er in Form von telepathischer Energie direkt ins Gehirn des Trägers ausscheidet.
Die absurde Darstellung des Babelfisches ist eine Parodie Adams’ auf die Unplausibilität der in der Science-Fiction-Literatur beschriebenen Übersetzungsmaschinen. Im Allgemeinen wurde die Vielfalt der Sprachen von den Science-Fiction-Autoren lediglich als lästige Unbequemlichkeit und die Hervorhebung linguistischer Schwierigkeiten als nicht leserfreundlich betrachtet. Dementsprechend fungierten Übersetzungsmaschinen in der Literatur zumeist als bloßer Kunstgriff, um nicht auf die Probleme der Kommunikation zwischen verschiedenen Spezies eingehen zu müssen.
Auch die bis auf die Bibel zurückgehende Utopie einer Spracheinigkeit, die die Vorstellung impliziert, dass die bloße Überwindung der Sprachbarrieren gleichzeitig ein gegenseitiges Verständnis bewirke, greift Adams in satirischer Weise auf: Zwar hebt er in seinem Roman mit Hilfe des Babelfischs den nachbabylonischen Zustand der Sprachverwirrung auf, er lässt jedoch eben dadurch dieses Wesen „mehr und blutigere Kriege“ verursachen „als sonst jemand in der ganzen Geschichte der Schöpfung“.